# Johnny Copeland
Johnny Copeland (Haynesville, 1937. március 27. – New York, 1997. július 3.), Grammy-díjas amerikai bluesgitáros, énekes. Shemekia Copeland blusénekesnő apja. Halála után, 2017-ben posztumusz bekerült a Blues Hall of Fame-be.

## Pályafutása
A louisianai Haynesville-ben született. Röviddel születése után édesanyja elvált apjától, és a család Arkansasba, amikor  13 éves volt, Houstonba költözött. Ott látta játszani T-Bone Walkert, Roy Brownt és Joe „Guitar” Hughes-t.
14 éves korában megalapította a Duke of Rhythm együttest. 1954-ben Earl Solomon zongoristával, majd Clarence Samuel gitárossal játszott. 1957-ben szerződést kötött a Duke lemezcéggel. 1958-ban a Mercury kiadóra váltott.
1979-ben New Yorkba költözött. Ott találkozott Ken Vangel zongoristával és Dan Doyle producerrel. 1981-ben megjelent a „Copeland special” albuma, ami nagy feltűnést keltett a blues világában.
Robert Cray-jel és Albert Collinsszal elnyerték az 1987-es Grammy-díjat a legjobb kortárs blues albumukkal. A Montreux Jazz Festivalon Grand Prix-t nyertek.
1995-ben szívelégtelenséggel kórházba került. Hét hónappal a szívátültetés szövődményei következtében elhunyt. Lánya, Shemekia Copeland énekes olyan blues hírességekkel, mint például Steve Cropper vagy Dr. John lép fel.

## Lemezválogatás
- 1981: Copeland Special
- 1984: Texas Twister
- 1985: Bringing It All Back Home
- 1989: Blues Power
- 1990: Boom Boom
- 1991: When the Rain Starts Fallin'
- 1994: Catch Up with the Blues
- 1995: Jungle Swing
- 1996: Texas Party
- 1998: The Crazy Cajun Recordings
- 1999: Honky Tonkin'

## Díjak
- 1986, 1988: Grammy-díjak
- Jelölések (2)

## További információ
- Hivatalos oldal
- Johnny Copeland az Internet Movie Database-ben (angolul)